# Hungry Shark VR
Hungry Shark VR est un jeu vidéo d'action en réalité virtuelle compatible avec le casque Google Daydream, développé par Future Games Of London et édité par Ubisoft en 2017.
Hungry Shark VR est un jeu où le joueur prend possession d’un requin affamé et dangereux dont le but est de manger les autres animaux du récif, ou encore, des humains.
Il fait partie de la franchise de jeux mobiles Hungry Shark.

## Système de jeu
Le jeu offre la possibilité d'incarner 5 prédateurs marins différents. Au cours d'une partie, 3 missions sont proposées au joueur :
- La première consiste à manger un maximum de cibles dans un temps imparti
- Les courses de checkpoints
- Des missions de sauvetage d'autres requins